# Саргаязово
Саргая́зово (рос. Саргаязово, башк. Һарғаяҙ) — присілок у складі Нурімановського району Башкортостану, Росія. Входить до складу Байгільдінської сільської ради.
Населення — 47 осіб (2010; 56 у 2002).
Національний склад:
- татари — 82 %